# Biskupská synoda
V katolické církvi je Biskupská synoda, Biskupský synod či Biskupský sněm (lat. Synodus Episcoporum), považovaná za poradní orgán papeže, jedním ze způsobů, jak mu biskupové poskytují součinnost při výkonu jeho úřadu. V Kodexu kanonického práva z roku 1983 v kánonech 342–348 a  také Kodexu kánonů východních církví kánonem 46 je popsána jako „skupina biskupů, kteří byli vybráni z různých oblastí světa a scházejí se ve stanovených termínech, aby podporovali užší jednotu mezi římským papežem a biskupy, pomáhali římskému papeži svými radami při zachování a růstu víry a mravů a při dodržování a upevňování církevní disciplíny a posuzovali otázky týkající se činnosti církve ve světě.“ Biskupská synoda podléhá přímo papeži, který ji svolává, který ji předsedá, a který ji uzavírá.
Kromě toho má každá patriarchální církev a každá velká arcibiskupská církev v rámci katolické církve svou vlastní biskupskou synodu. Na rozdíl od orgánu, který obvykle pomáhá papeži pouze radou, jsou tyto synody biskupů kompetentní, a to výhradně, vydávat zákony pro celou církev sui iuris, kterou každá z nich řídí. 115krát se v Kodexu kánonů východních církví hovoří o „synodě biskupů“ v tomto smyslu a pouze jednou (kánon 46) je zmíněna synoda biskupů, kterou svolává papež.
Tyto synody biskupů nejsou tím, co se ve východních pravoslavných a starobylých východních církvích nazývá svaté synody. Ten spíše odpovídá pojmu stálá synoda těchto katolických synod biskupů, která se skládá z patriarchy nebo hlavního arcibiskupa a čtyř biskupů jmenovaných na pětileté období. Z těchto čtyř jsou tři voleni synodem biskupů církve a jeden je jmenován patriarchou nebo hlavním arcibiskupem, zatímco další čtyři jsou určeni stejným způsobem, aby nahradili některého člena, který je překážkou. Zasedání celé synody biskupů se svolává, když je třeba rozhodnout o otázce, o níž je oprávněna rozhodnout pouze synoda biskupů, nebo když patriarcha či hlavní arcibiskup se souhlasem stálé synody usoudí, že je to nutné, nebo když o jeho konání požádá alespoň třetina biskupů, aby se zabývala nějakou konkrétní záležitostí. Kromě toho individuální kanonické právo některých patriarchálních a hlavních arcibiskupských církví vyžaduje, aby byla synoda biskupů svolávána v předem stanovených intervalech.
Papežská biskupská synoda je stálá, i když nezasedá. Pravidelně se konají její shromáždění, která jsou buď všeobecná, pokud jsou svolána k projednání záležitostí týkajících se přímo všeobecné církve, nebo zvláštní, pokud jsou svolána k projednání problémů určité zeměpisné oblasti. Všeobecná shromáždění jsou buď řádná (konají se v pevně stanovených intervalech), nebo mimořádná (konají se k projednání nějaké naléhavé záležitosti).
Papežská biskupská synoda má také stálý sekretariát, který sídlí v Římě, ale není součástí římské kurie. Papež František v září 2018 výrazně zvýšil autoritu i vliv synody.

## Založení a povaha
V roce 1959, tři roky před zahájením Druhého vatikánského koncilu, navrhl kardinál Silvio Oddi stálý poradní orgán biskupů z mnoha částí světa, který by projednával hlavní problémy církve, a kardinál Bernardus Johannes Alfrink navrhl stálou radu specializovaných biskupů, která by ve spojení s papežem a kardinály vydávala církevní zákony.
V rámci samotného koncilu jako první předložil „myšlenku ,stálé synody biskupůʻ kolem papeže“ melchitský patriarcha Maximos IV. V roce 1963, během třetího zasedání koncilu, navrhl, aby „relativně malá skupina biskupů [...] s rotujícím složením vždy zasedala v Římě a pomáhala papeži. S papežem by pracovali kolegiálně.“ Model, který navrhl, měl být podle Kodexu kánonů východních církví z roku 1990 nazýván synodou biskupů, ale on sám jej nazýval svatou synodou své církve sui iuris, tedy kolegiálním orgánem složeným jak z patriarchy, tak z dalších biskupů.
14. září 1965 při zahájení čtvrtého a závěrečného zasedání II. vatikánského koncilu papež Pavel VI. zareagoval na přání koncilních otců. Oznámil, že následujícího dne ustanoví synodu biskupů v podobě, která „by se jen stěží mohla lišit od toho, co navrhoval Maximos v předchozím roce“. Poznamenal, že [Maximos] „Nám vnukl myšlenku trvale ustavit zvláštní koncil biskupů s cílem zajistit po koncilu pokračování velkého množství dobrodiní, které jsme tak rádi viděli proudit ke křesťanskému lidu v době koncilu v důsledku Naší úzké spolupráce s biskupy.“ Papež se snažil „stále více využívat pomoci biskupů při zajišťování dobra všeobecné církve“ a těšit se „útěše z jejich přítomnosti, pomoci jejich moudrosti a zkušenosti, podpory jejich rad a hlasu jejich autority.“ Tím předešel jednání koncilu a podřídil synodu „bezprostředně a přímo“ papežské autoritě, čímž zajistil, že bude mít výhradně poradní funkci. Synoda biskupů nepředstavuje kolegiální řízení církve, ale představuje spolupráci s papežem: projednává jí navržená témata a vydává doporučení, ale neřeší otázky ani nevydává dekrety, pokud jí papež v určitých případech neudělí poradní pravomoc. Biskupská synoda byla ustanovena apoštolským listem motu proprio pod názvem Apostolica sollicitudo. Toto shromáždění zástupců katolického episkopátu má za úkol pomáhat svou radou papeži při řízení univerzální církve. Synodální princip se nachází již ve starověké církvi a v průběhu dějin před II. vatikánským koncilem proběhla celá řada synod.

### Kolegiální správa pod vedením papeže Františka
Viz též: Teologie papeže Františka
Od počátku svého pontifikátu papež František vyjadřoval přání posílit kolegiální aspekty řízení církve a zasazoval se o větší uznání charismatických darů v církvi. Uspořádal velké synody na téma rodiny (2014), mládeže (2018) a církve v panamském regionu (2019). Dne 15. září 2018 František schválil novou apoštolskou konstituci Episcopalis communio (Biskupské společenství), podle níž se závěrečný dokument synody, pokud jej členové schválí „morální jednomyslností“ a pokud papež „udělil synodálnímu shromáždění poradní pravomoc“, stává součástí řádného magisteria katolické nauky, „jakmile jej ratifikuje a promulguje“. Nová konstituce také umožňuje laikům zasílat své příspěvky přímo generálnímu sekretáři synody. Někteří analytici předpokládají, že největším úspěchem Františkova pontifikátu může být vytvoření synodálnější katolické církve, v níž synody slouží jako platforma pro otevřenou a energickou diskusi.
6. února 2021 papež František jmenoval Nathalii Becquartovou podsekretářkou biskupské synody, čímž se stala první ženou s hlasovacím právem na synodě biskupů.

## Sekretariát a Rada
Biskupská synoda má svůj stálý generální sekretariát, který se skládá z generálního sekretáře a patnáctičlenné rady, z nichž dvanáct je voleno každým generálním shromážděním a tři jsou jmenováni papežem. Sekretariát pomáhá při přípravě apoštolské exhortace, kterou papež vydává na základě doporučení každého generálního shromáždění, a připravuje další shromáždění. Jejich funkce zaniká se zahájením nového generálního shromáždění. Podobnou funkci plní zvláštní rady volené zvláštními shromážděními.

### Generální sekretáři biskupské synody
1. kardinál Władysław Rubin † (27. února 1967 – 12. července 1979 odstoupil)
2. kardinál Jozef Tomko † (12. července 1979 – 24. dubna 1985 byl jmenován prefektem Kongregace pro evangelizaci národů)
3. kardinál Jan Pieter Schotte, C.I.C.M. † (24. dubna 1985 – 11. února 2004 odvolán)
4. arcibiskup Nikola Eterović (11. února 2004 – 21. září 2013)[30]
5. kardinál Lorenzo Baldisseri (21. září 2013[30] – 15. září 2020 rezignoval[31])
6. kardinál Mario Grech (od 15. září 2020[31] – dosud)

## Pravomoci papeže
Papež svolává biskupskou synodu, schvaluje volbu účastníků, určuje téma jednání, rozděluje materiály k projednání, stanovuje program jednání a předsedá osobně nebo prostřednictvím delegátů.
Papež může také jmenovat účastníky podle vlastního výběru, jejich počet je omezen na 15 % ostatních delegátů, kteří se účastní buď ex officio, nebo jako zvolení zástupci biskupských konferencí nebo Unie generálních představených.

## Shromáždění
Biskupská synoda se koná ve třech formách:
- Řádné valné shromáždění – zástupci biskupů z celého světa se pravidelně sejdou (v současné době každé tři roky), aby prodiskutovali hlavní záležitosti;
- Mimořádné valné shromáždění – užší reprezentace biskupů z celého světa se schází podle potřeby k projednání naléhavých otázek;
- Zvláštní shromáždění – širší zastoupení biskupů náležejících k určité zeměpisné oblasti, se schází podle potřeby k projednání otázek týkajících se jejich oblasti.

Postupy, kterými se řídí shromáždění biskupské synody, jsou uvedeny v Řádu biskupské synody, původně vydaném v roce 1969, jehož poslední revize byla zveřejněna 29. září 2006.
Členy biskupského sněmu mohou být ti, kteří patří do sboru biskupů svátostným svěcením, jsou v plném společenství s katolickou církví, byli buď zvoleni svými biskupskými spolubratřími nebo přímo jmenováni papežem. Biskupského sněmu se mohou zúčastnit také nebiskupové, kteří byli pozváni z důvodu své odbornosti nebo i z dalších důvodů. Jejich úloha na sněmu je definována případ od případu.
Názory a hlasování biskupského sněmu jsou poradní, nemají právní sílu rozhodovací. Nicméně obvykle papež bývá inspirován závěry sněmu a po jeho skončení zveřejní postsynodální apoštolskou exhortaci, nebo jiný dokument magisteria, který je pro celou církev odrazem práce biskupského sněmu.

### Řádná valná shromáždění
Při přípravě každého řádného valného shromáždění jsou biskupské konference požádány, aby navrhly až tři témata k diskusi. Poté, co sekretariát tyto návrhy prostuduje, papež zpravidla na základě doporučení sekretariátu stanoví téma a program shromáždění. Kritéria pro výběr tématu jsou následující: 1) aby se jednalo o univerzální, nikoliv pouze regionální zájem; 2) aby mělo pastorační charakter s pevným doktrinálním základem; 3) aby bylo dostatečně aktuální a naléhavé, aby podnítilo "nové energie a hnutí v církvi směrem k růstu"; 4) aby mohlo být řešeno ve stanoveném čase.
Většinu účastníků shromáždění, tzv. synodálních otců, volí biskupské konference: jednoho v případě konference do 25 členů, dva, pokud má konference do 50 členů, tři z konference do 100 členů a čtyři z větší konference. Dalšími reprezentativními účastníky jsou hlavy východních katolických církví, deset členů řeholních institutů volených Unií generálních představených a kardinálové, kteří stojí v čele římských kongregací a některých dalších útvarů Římské kurie. Další desítky účastníků se účastní z titulu synodálních funkcí přidělených Svatým stolcem nebo jako papežští jmenovaní, většinou kardinálové a další kuriální či diecézní preláti.
Bratrští delegáti z několika pravoslavných a protestantských církví (v roce 2015 jich bylo po sedmi) mají status pozorovatele.
Sekretariát, který zahrnuje různé další úředníky a laické odborníky, připraví předběžný rámcový dokument (Lineamenta), který je rozeslán všem zúčastněným k připomínkování. Na základě této zpětné vazby je připraven pracovní dokument (Instrumentum laboris), který je rozeslán všem církvím. Tento dokument je základem pro jednání na synodě. Shromáždění zkoumá návrhy (propositiones) předložené jeho členy a předává papeži ty, které shromáždění schválí. Papež na jejich základě vydává postsynodální apoštolskou exhortaci.
První valná shromáždění se pokoušela vypracovat vlastní závěrečné dokumenty, ale zjistila, že na to nemají dostatek času.

### Mimořádná valná shromáždění
Vzhledem k větší naléhavosti, která odůvodňuje jejich svolání, je příprava mimořádných generálních shromáždění biskupské synody kratší. Také účastníků je méně, tvoří je hlavy východních katolických církví, předsedové (pouze) biskupských konferencí, tři členové (nikoliv deset) řeholních institutů a kardinálové, kteří stojí v čele dikasterií Římské kurie.
Od října 2014 se konala tři taková shromáždění, a to v letech 1969, 1985 a 2014. Shromáždění v roce 1985 připomnělo dvacáté výročí uzavření Druhého vatikánského koncilu.

### Zvláštní shromáždění
Zvláštní shromáždění biskupské synody jsou omezena na určitou zeměpisnou oblast, zemi, region nebo kontinent. Jejich účastníci, kteří jsou vybíráni v souladu s pravidly pro mimořádná generální shromáždění, jsou omezeni na ty, kteří se přímo podílejí na dané zeměpisné oblasti.
Zvláštní shromáždění se konala v Africe (dvakrát), Americe, Asii, Evropě (dvakrát), Oceánii, na Blízkém východě, v Libanonu a Nizozemsku. Další se bylo pro oblast Amazonie.

## Seznam konaných shromáždění
Od svého založení až do roku 2012 některým shromážděním předcházela „presynodální sympozia“.

### Řádné valné shromáždění
| Rok                      | Pořadí              | Téma                                                                          | Závěrečný dokument nebo apoštolská exhortace                                                                              | Zpravodaj                                                      | Delegovaní předsedové                                                                    |                     |                     |
| Za papeže Pavla VI.      | Za papeže Pavla VI. | Za papeže Pavla VI.                                                           | Za papeže Pavla VI. | Za papeže Pavla VI.                                            | Za papeže Pavla VI.                                                                      | Za papeže Pavla VI. | Za papeže Pavla VI. |
| ------------------------ | ------------------- | ----------------------------------------------------------------------------- | --- | -------------------------------------------------------------- | ---------------------------------------------------------------------------------------- | ------------------- | ------------------- |
| 1967                     | I.                  | Zachování a posílení katolické víry                                           | Žádný dokument, ale sněm vyzval k vytvoření Mezinárodní teologické komise a k revizi Kodexu kanonického práva z roku 1917 |                                                                |                                                                                          |                     |                     |
| 1971                     | II.                 | Kněžství a spravedlnost ve světě                                              | Spravedlnost ve světě (závěrečný dokument)                                                                                |                                                                | • Léon-Étienne Duval • Pablo Muñoz Vega • John Joseph Wright                             |                     |                     |
| 1974                     | III.                | Evangelizace v současném světě                                                | Evangelii nuntiandi (apoštolská exhortace)                                                                                |                                                                | • Franz König • Juan Landázuri Ricketts • Paul Zoungrana                                 |                     |                     |
| 1977                     | IV.                 | Katecheze v naší době                                                         | Catechesi tradendae (apoštolská exhortace)                                                                                | Aloísio Leo Arlindo Lorscheider                                | • Sebastiano Baggio • António Ribeiro • Hyacinthe Thiandoum                              |                     |                     |
| Za papeže Jana Pavla II. |                     |                                                                               | |                                                                |                                                                                          |                     |                     |
| 1980                     | V.                  | Křesťanská rodina                                                             | Familiaris consortio (apoštolská exhortace)                                                                               | Joseph Ratzinger                                               | • Raúl Primatesta • Lawrence Picachy • Bernardin Gantin                                  |                     |                     |
| 1983                     | VI.                 | Pokání a smíření v misijním poslání církve                                    | Reconciliatio et paenitentia (apoštolská exhortace)                                                                       |                                                                |                                                                                          |                     |                     |
| 1987                     | VII.                | Povolání a poslání laiků v církvi a ve světě                                  | Christifideles laici (apoštolská exhortace)                                                                               | Hyacinthe Thiandoum                                            | • Eduardo Francisco Pironio • Joseph-Marie Trịnh Văn Căn • Miroslav Ivan Ljubačivskij    |                     |                     |
| 1990                     | VIII.               | Kněžská formace v současných podmínkách                                       | Pastores dabo vobis (apoštolská exhortace)                                                                                | Lucas Moreira Neves                                            | • Simon Ignatius Pimenta • Christian Wiyghan Tumi • Antonio Innocenti                    |                     |                     |
| 1994                     | IX.                 | Zasvěcený život a jeho role v církvi a ve světě                               | Vita consecrata (apoštolská exhortace)                                                                                    |                                                                |                                                                                          |                     |                     |
| 2001                     | X.                  | Biskup: Služebník evangelia Ježíše Krista naděje světa                        | Pastores gregis (apoštolská exhortace)                                                                                    | Edward Michael Egan zástupce zpravodaje: Jorge Mario Bergoglio | • Giovanni Battista Re • Bernard Agré • Ivan Dias                                        |                     |                     |
| Za papeže Benedikta XVI. |                     |                                                                               | |                                                                |                                                                                          |                     |                     |
| 2005                     | XI.                 | Eucharistie: zdroj a vrchol života a poslání církve                           | Sacramentum caritatis (apoštolská exhortace)                                                                              | Angelo Scola                                                   | • Francis Arinze • Juan Sandoval Íñiguez • Telesphore Placidus Toppo                     |                     |                     |
| 2008                     | XII.                | Synod o Božím slově v životě a poslání církve                                 | Verbum Domini (apoštolská exhortace)                                                                                      | Marc Ouellet                                                   | • William Joseph Levada • George Pell • Odilo Pedro Scherer                              |                     |                     |
| 2012                     | XIII.               | Nová evangelizace pro předávání křesťanské víry                               | Evangelii gaudium (apoštolská exhortace)                                                                                  | Donald William Wuerl                                           | • John Tong Hon • Francisco Robles Ortega • Laurent Monsengwo Pasinya                    |                     |                     |
| Za papeže Františka      |                     |                                                                               | |                                                                |                                                                                          |                     |                     |
| 2015                     | XIV.                | Povolání a poslání rodiny v církvi a současném světě                          | Relatio Synodi Amoris laetitia (apoštolská exhortace)                                                                     | Péter Erdő                                                     | • André Vingt-Trois • Luis Antonio Tagle • Raymundo Damasceno Assis • Wilfrid Fox Napier |                     |                     |
| 2018                     | XV.                 | Mladí lidé, víra a rozlišování povolání                                       | Christus Vivit (apoštolská exhortace)                                                                                     | Sérgio da Rocha                                                | • Louis Sako • Désiré Tsarahazana • Charles Maung Bo • John Ribat                        |                     |                     |
| 2023                     | XVI.                | Za církev synodální: společenství, spoluúčast a poslání (synoda o synodalitě) | | Jean-Claude Hollerich                                          |                                                                                          |                     |                     |

### Mimořádné valné shromáždění
| Rok                      | Pořadí              | Téma                                                      | Závěrečný dokument nebo apoštolská exhortace                                                                                          | Zpravodaj           | Delegovaní předsedové                                               |                     |                     |
| Za papeže Pavla VI.      | Za papeže Pavla VI. | Za papeže Pavla VI.                                       | Za papeže Pavla VI. | Za papeže Pavla VI. | Za papeže Pavla VI.                                                 | Za papeže Pavla VI. | Za papeže Pavla VI. |
| ------------------------ | ------------------- | --------------------------------------------------------- | --- | ------------------- | ------------------------------------------------------------------- | ------------------- | ------------------- |
| 1969                     | I.                  | Spolupráce mezi Svatým stolcem a biskupskými konferencemi | |                     |                                                                     |                     |                     |
| Za papeže Jana Pavla II. |                     |                                                           | |                     |                                                                     |                     |                     |
| 1985                     | II.                 | Dvacáté výročí zakončení II. vatikánského koncilu         | Církev v Božím slově slaví Kristova tajemství pro spásu světa, Řím                                                                    |                     |                                                                     |                     |                     |
| Za papeže Františka      |                     |                                                           | |                     |                                                                     |                     |                     |
| 2014                     | III.                | Rodina jako pastorační výzva v kontextu evangelizace      | Relatio synodi III. mimořádného generálního shromáždění biskupského sněmu: „Pastorační výzvy pro rodinu v kontextu evangelizace“, Řím | Péter Erdő          | • André Vingt-Trois • Luis Antonio Tagle • Raymundo Damasceno Assis |                     |                     |

### Zvláštní shromáždění
| Rok                      | Pořadí                   | Téma                     | Závěrečný dokument nebo apoštolská exhortace     | Zpravodaj                  | Delegovaní předsedové                                                                        |                          |                          |
| Za papeže Jana Pavla II. | Za papeže Jana Pavla II. | Za papeže Jana Pavla II. | Za papeže Jana Pavla II.                         | Za papeže Jana Pavla II.   | Za papeže Jana Pavla II.                                                                     | Za papeže Jana Pavla II. | Za papeže Jana Pavla II. |
| ------------------------ | ------------------------ | ------------------------ | ------------------------------------------------ | -------------------------- | -------------------------------------------------------------------------------------------- | ------------------------ | ------------------------ |
| 1980                     | I.                       | Nizozemsko               | Závěry zvláštního sněmu nizozemských biskupů     |                            | • Johannes Willebrands • Godfried Danneels                                                   |                          |                          |
| 1991                     | II.                      | I. Evropa                |                                                  |                            | • Jean-Marie Lustiger • Józef Glemp • Eduardo Martínez Somalo                                |                          |                          |
| 1994                     | III.                     | I. Afrika                | Ecclesia in Africa (apoštolská exhortace)        |                            |                                                                                              |                          |                          |
| 1995                     | IV.                      | Libanon                  | Nová naděje pro Libanon (apoštolská exhortace)   |                            |                                                                                              |                          |                          |
| 1997                     | V.                       | Amerika                  | Ecclesia in America (apoštolská exhortace)       |                            |                                                                                              |                          |                          |
| 1998                     | VI.                      | Asie                     | Ecclesia in Asia (apoštolská exhortace)          |                            |                                                                                              |                          |                          |
| 1998                     | VII.                     | Oceánie                  | Ecclesia in Oceania (apoštolská exhortace)       |                            | • Pio Taofinu'u • Edward Idris Cassidy • Thomas Stafford Williams                            |                          |                          |
| 1999                     | VIII.                    | II. Evropa               | Ecclesia in Europa (apoštolská exhortace)        | Antonio María Rouco Varela | • Franciszek Macharski • Joachim Meisner • Paul Poupard                                      |                          |                          |
| Za papeže Benedikta XVI. |                          |                          |                                                  |                            |                                                                                              |                          |                          |
| 2009                     | IX.                      | II. Afrika               | Africae munus (apoštolská exhortace)             | Peter Turkson              | • Francis Arinze • Théodore-Adrien Sarr • Wilfrid Fox Napier                                 |                          |                          |
| 2010                     | X.                       | Blízký východ            | Ecclesia in Medio Oriente (apoštolská exhortace) | Antonios Naguib            | • Nasrallah Butrus Sfeir • Emmanuel III. Delly • Leonardo Sandri • Ignace Joseph III. Younan |                          |                          |
| Za papeže Františka      |                          |                          |                                                  |                            |                                                                                              |                          |                          |
| 2019                     | XI.                      | Pan-Amazon region        | Querida Amazonia (apoštolská exhortace)          | Cláudio Hummes             | • Baltazar Enrique Porras Cardozo • Pedro Barreto • João Braz de Aviz                        |                          |                          |

Sněm jakožto poradní orgán končí seznamem návrhů a úvah, které dodali synodální otcové římskému biskupovi.
Řádnému valnému shromáždění předchází proces přípravy ze strany sekretariátu biskupského sněmu tzv. lineamenta. Lineamenta jsou přípravný dokument rozebírající témata určená pro sněm podle požadavků biskupů z celého světa.
Následně zpracování témat je v jiném přípravném dokumentu, který se nazývá instrumentum laboris. Toto instrumentum laboris vždy formuluje sekretariát sněmu.
Po skončení sněmu obvykle papež, který je inspirován probíraným tématem, vydává apoštolskou exhortaci, která syntetizuje závěry biskupského sněmu. V ní jsou popsány problémy i apoštolská napomenutí promulgovaná papežem.